# Tarcea
Tarcea é uma comuna romena localizada no distrito de Bihor, na região histórica da Crișana (parte da Transilvânia). A comuna possui uma área de 64.4 km² e sua população era de 2590 habitantes segundo o censo de 2007.